# Trentepohlia (Mongoma) niveipes
Trentepohlia (Mongoma) niveipes is een tweevleugelige uit de familie steltmuggen (Limoniidae). De soort komt voor in het Afrotropisch gebied.